# Анастопуло, Пантелей Антонович
Пантелей (Панаго) Антонович Анастопуло (? — после 1811) — капитан 1-го ранга (1807) российского флота. Участник Русско-турецкой войны 1787—1791 годов.

## Биография
- В декабре 1775 поступил в Корпус чужеземных единоверцев кадетов, с 1783 года прапорщик армии. С 1784 года мичман флота.
- В 1784—1787 годах служил на Балтийском флоте, с 1787 года переведён на Черноморский флот.С сентября 1787 года лейтенант флота.
- В 1788 году на фрегате «Борислав» участвовал в сражении с турецким флотом у острова Фидониси.
- В 1789—1792 годах командовал мелкой гребной флотилией, плавал в Азовском море, у Керчи и Тамани, перевозил войска и провиант.
- В январе 1791 года произведён в капитан-лейтенанты.
- В 1794—1796 годах командовал транспортом «Никон», плавал на нём по черноморским портам.
- В 1798—1799 годах командовал бригантиной № 1.
- В 1800—1802 годах командовал транспортом «Григорий», в 1801—1802 годах плавал на нём с десантными войсками из Севастополя к острову Корфу, и обратно.
- В январе 1803 года произведён в чин капитана 2-го ранга.
- С 1804 года командовал рабочими командами в Херсонском порту.
- С 1805 года эскадр-майор при главном командире Херсонского порта.
- 5 февраля 1806 года за выслугу 18 морских кампаний награждён орденом Святого Георгия IV степени.
- 12 декабря 1807 года произведён в капитаны 1-го ранга.
- С 1 марта 1810 года уволен с флотской службе к «статским делам».